# Son Won-gil
Son Won-gil (koreanisch 손원길; * 1. Januar 1999) ist ein südkoreanischer Fußballspieler.

## Karriere
Son begann seine Karriere in Österreich bei der Kapfenberger SV. Im Februar 2016 stand er erstmals im Profikader. Im März 2016 debütierte er in der zweiten Liga gegen den FC Liefering. Nach der Saison 2015/16 verließ er die Kapfenberger.
Zur Saison 2016/17 kam er nach England in die Buckswood Football Academy, die er nach einer Spielzeit wieder verließ. Nach einem Jahr ohne Verein wechselte Son im Juli 2018 in seine Heimat zum Fünftligisten Seoul Nowon United FC. Im Juli 2019 schloss er sich dem Pocheon Citizen FC. Zur Saison 2020 kehrte er zu Seoul Nowon zurück, das inzwischen in der viertklassigen K4 League antrat. In dieser kam er zu vier Einsätzen.
Im Juli 2020 wechselte er ein zweites Mal nach Österreich, wo er sich dem Regionalligisten ATSV Stadl-Paura anschloss. Ohne Einsatz für Stadl-Paura verließ er den Verein im Winter 2020/21 wieder.